# Jercy Puello
Yersi Puello Ortiz (Cartagena, 10 de noviembre de 1987) conocida como Jercy Puello, es una destacada patinadora colombiana de la especialidad de patinaje de velocidad sobre patines en línea.
Es la patinadora con mayor cantidad de medallas de oro en la historia de esta disciplina en el mundo, con un total de 28, logrando medallas doradas en los distintos mundiales de patinaje, siendo también medallista en juegos suramericanos, juegos centroamericanos y del Caribe, juegos panamericanos, juegos mundiales, entre otros. También ha sido acreedora de distintos récords mundiales en pista.

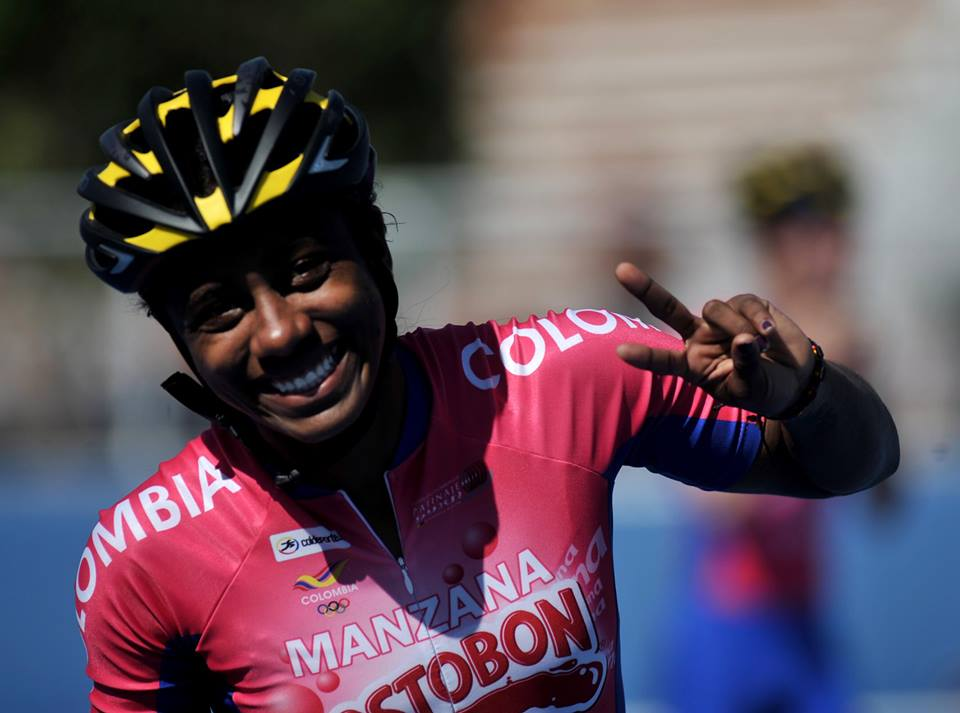
Jercy Puello. Selección Colombia Manzana Postobón 2016.

## Trayectoria
La trayectoria deportiva de Jercy Puello Ortiz se identifica por su participación en los siguientes eventos nacionales e internacionales:

### Juegos Suramericanos
Fue reconocido su triunfo de ser la primera deportista con el mayor número de medallas de la selección de Colombia en los juegos de Medellín 2010.
Su desempeño en la novena edición de los juegos, se identificó por ser el primer deportista con el mayor número de medallas entre todos los participantes del evento, con un total de 7 medallas:
- , Medalla de oro: 300m Contra Reloj Mujeres
- , Medalla de oro: Patinaje de Velocidad Carrera Carril 1000 m Mujeres
- , Medalla de oro: Patinaje de Velocidad Carrera Velocidad 500 m Mujeres
- , Medalla de oro: Patinaje de Velocidad Relevo 3000 m Carril Mujeres
- , Medalla de oro: Patinaje de Velocidad Contra Reloj Ruta 200 m Mujeres
- , Medalla de oro: Patinaje de Velocidad Relevo Ruta 5000 m Mujeres
- , Medalla de plata: Patinaje de Velocidad Velocidad Carril 500 m Mujeres

### Mundial de Patinaje
La actuación de Puello ha sido también relevante en el triunfo de Colombia en los distintos  mundiales de patinaje, en los cuales ha conseguido el siguiente número de medallas: 
- , 1 Medalla de oro: Juvenil, Barquisimeto, Venezuela en el 2003.[16]
- , 1 Medalla de plata: Juvenil, Barquisimeto, Venezuela en el 2003.[16]
- , 4 Medallas de oro: Juvenil, Abruzzo, Italia en el 2004.[16]
- , 3 Medallas de plata: Juvenil, Abruzzo, Italia en el 2004.[16]
- , 1 Medalla de plata: Juvenil, Suzhou, China en el 2005.
- , 1 Medalla de plata: Cali, Colombia en el 2007.[16]
- , 2 Medallas de oro: Gijón, España en el 2008.[16]
- , 2 Medallas de plata: Gijón, España en el 2008.[16]
- , 5 Medallas de oro: Nankín, China en el 2009.[16]
- , 5 Medallas de oro: Guarne, Colombia en el 2010.[16] + World Record 25.989
- , 4 Medallas de oro: Yeosu, Corea del Sur en el 2011.[16]
- , 4 Medallas de oro: Ostende, Bélgica en el 2013.[16]
- , 1 Medalla de plata: Ostende, Bélgica en el 2013.[16]
- , 2 Medallas de oro: Rosario, Argentina en el 2014.[16]
- , 2 Medallas de plata: Rosario, Argentina en el 2014.[16]
- , 1 Medalla de oro: Kaohsiung, China Taipéi en el 2015.[18]
- , 1 Medalla de plata: Kaohsiung, China Taipéi en el 2015.[16]
- , 1 Medalla de oro: Nankín, China en el 2016.[6][11]
- , 1 Medalla de plata: Nankín, China en el 2016
- , 1 Medalla de bronce: Nankín, China en el 2016

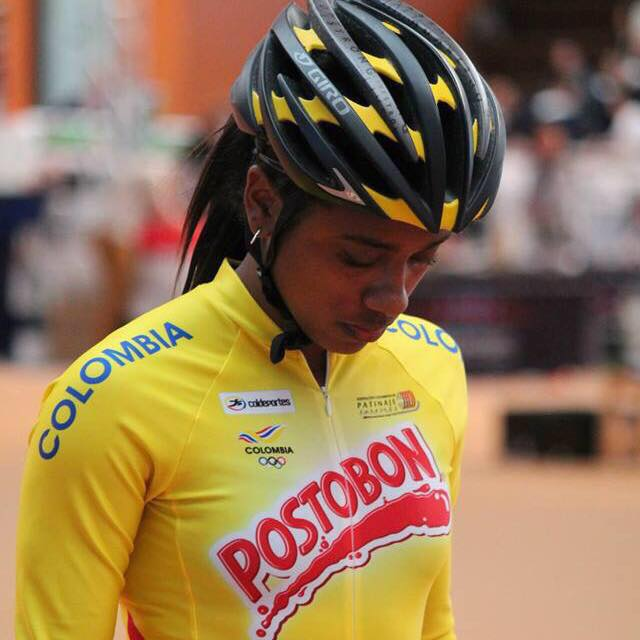
Concentración

### Juegos Panamericanos
Véase también: Patinaje en los juegos Panamericanos, Guadalajara México 2010
Jercy Puello le entregó dos medallas de oro a Colombia. En los 300 metros se impone con un tiempo de 26.444 y se cuelga el oro en los 1000 m baterías.

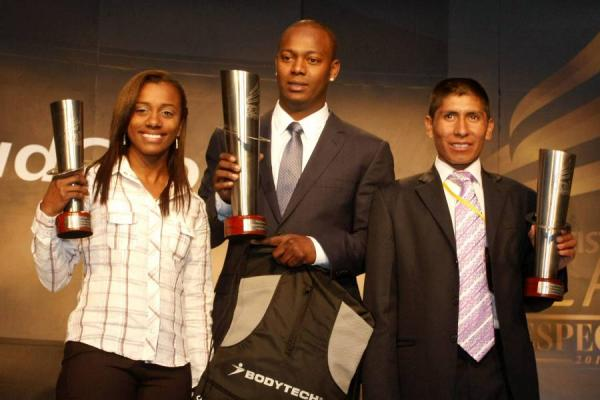
Deportista del Año El Espectador 2010.

, 2 Medallas de oro: Guadalajara, México en el 2010

## Presunto dopaje
Tres meses antes del mundial de patinaje en el 2010, la patinadora fue suspendida por 30 días por un supuesto positivo en dopaje causando que no pudiera pertenecer a la delegación colombiana que acudió a los XXI Juegos Centroamericanos y del Caribe realizados en Mayagüez, Puerto Rico. Un mes después, fue exonerada de la acusación de dopaje. Se indicó que el frasco que contenía la muestra B, para confirmar el hallazgo, se había roto. Según el Código Mundial Antidopaje, en caso de no confirmarse en la muestra B los resultados de la A, se determina que los exámenes son negativos. Jercy Puello indicó en su momento que consumió una medicina la cual contenía sustancias diuréticas y causó que su análisis saliera con resultado 'positivo',

"Llevo 10 años en este deporte y nunca he necesitado nada extradeportivo para ganar. Todos mis triunfos han sido por mi esfuerzo y sacrificio. La gente que me conoce sabe que siempre me entreno muy fuerte y con la meta de ganar"
Jercy Puello Ortiz